# Д'оу!
«Д'оу!» (англ. D'oh!, від англ. damn! — прокляття, дідько, вимовляється доу!) — комічний вигук Гомера Сімпсона з анімаційного серіалу «Сімпсони». Слово додали до Оксфордського словника англійської мови. Гомер зазвичай каже це слово‚ коли він незадоволений собою або робить щось дурне, чи коли з ним самим стається щось недобре. Іноді деякі інші персонажі Сімпсонів також вигукують «Д'оу!»‚ найчастіше — Барт.
У 2006 році «Д'оу» було визнано шостим у списку 100 найбільш помітних фраз за версією TV Land. Вимова слова «Д'оу» є торговою маркою компанії 20th Century Fox.